# Gran Premio Costa degli Etruschi 2017
Der 22. Gran Premio Costa degli Etruschi 2017 war ein italienisches Straßenradrennen. Das Eintagesrennen fand am Sonntag, den 5. Februar 2017, statt und führte von San Vincenzo und nach Donoratico über 190,6 km. Zudem gehörte das Radrennen zur UCI Europe Tour 2017 und war dort in der Kategorie 1.1 eingestuft.

## Teilnehmende Mannschaften
| WorldTeam- UAE Abu Dhabi Professional Continental Teams (6)- Wilier Triestina-Selle Italia - Bardiani CSF - Androni Giocattoli - Nippo-Vini Fantini - Gazprom-RusVelo - Delko Marseille Provence KTM Continental Teams (11)- Unieuro Trevigiani-Hemus 1896 - Tirol - Felbermayr Simplon Wels - Minsk Cycling Club - Amore & Vita-Selle SMP-Fondriest - Vorarlberg - 0711/Cycling - GM Europa Ovini - Meridiana Kamen - Sangemini-MG.Kvis - D'Amico-Utensilnord Nationalmannschaft- Italien |
| |

## Rennergebnis
| \| Gesamtwertung \| Gesamtwertung \| Gesamtwertung \| Gesamtwertung \| Gesamtwertung \| \| Fahrer \| Fahrer \| Land \| Team \| Zeit \| \| ------------- \| ---------------------- \| ------------- \| ----------------------------- \| --------------- \| \| 1. \| Diego Ulissi \| Italien \| UAE Abu Dhabi \| 4 h 32 min 24 s \| \| 2. \| Manuel Belletti \| Italien \| Wilier Triestina-Selle Italia \| + 14 s \| \| 3. \| Francesco Gavazzi \| Italien \| Androni-Sidermec-Bottecchia \| + 14 s \| \| 4. \| Roman Maikin \| Russland \| Gazprom-RusVelo \| + 14 s \| \| 5. \| Davide Mucelli \| Italien \| Meridiana Kamen \| + 14 s \| \| 6. \| Mikel Aristi \| Spanien \| Delko-Marseille Provence-KTM \| + 14 s \| \| 7. \| Asbjørn Kragh Andersen \| Dänemark \| Delko-Marseille Provence-KTM \| + 14 s \| \| 8. \| Paolo Totò \| Italien \| Sangemini-MG.Kvis \| + 14 s \| \| 9. \| Eduard-Michael Grosu \| Rumänien \| Nippo-Vini Fantini \| + 14 s \| \| 10. \| Simone Petilli \| Italien \| UAE Abu Dhabi \| + 14 s \| |                        |          |                               |                 |
| |                        |          |                               |                 |
| Quellen: ProCyclingStats Cycling Quotient Cycling Archives |                        |          |                               |                 |
| Gesamtwertung |                        |          |                               |                 |
| Fahrer | Fahrer                 | Land     | Team                          | Zeit            |
| 1. | Diego Ulissi           | Italien  | UAE Abu Dhabi                 | 4 h 32 min 24 s |
| 2. | Manuel Belletti        | Italien  | Wilier Triestina-Selle Italia | + 14 s          |
| 3. | Francesco Gavazzi      | Italien  | Androni-Sidermec-Bottecchia   | + 14 s          |
| 4. | Roman Maikin           | Russland | Gazprom-RusVelo               | + 14 s          |
| 5. | Davide Mucelli         | Italien  | Meridiana Kamen               | + 14 s          |
| 6. | Mikel Aristi           | Spanien  | Delko-Marseille Provence-KTM  | + 14 s          |
| 7. | Asbjørn Kragh Andersen | Dänemark | Delko-Marseille Provence-KTM  | + 14 s          |
| 8. | Paolo Totò             | Italien  | Sangemini-MG.Kvis             | + 14 s          |
| 9. | Eduard-Michael Grosu   | Rumänien | Nippo-Vini Fantini            | + 14 s          |
| 10. | Simone Petilli         | Italien  | UAE Abu Dhabi                 | + 14 s          |